# Episodi di Miss Farah (quinta stagione)
La quinta e ultima stagione della serie televisiva Miss Farah composta da 22 episodi, va è andata in onda negli Stati Uniti dal 8 maggio al 5 giugno 2022 sul network Shahid VIP.
In USA, l'intera stagione è disponibile sul servizio di streaming pubblicata sul servizio on demand Shahid VIP e Mix One il 8 maggio 2022.
In Arabia Saudita, la stagione va in onda dal 8 maggio al 5 giugno 2022 su MBC4.
| n° | Titolo arabe | Titolo originale              | Pubblicazione USA | Prima TV Arabia Saudita |
| -- | ------------ | ----------------------------- | ----------------- | ----------------------- |
| 1  |              | Chapter Eighty-Nine           | 8 maggio 2022     | 8 maggio 2022           |
| 2  |              | Chapter Ninety                | 8 maggio 2022     | 9 maggio 2022           |
| 3  |              | Chapter Ninety-One            | 9 maggio 2022     | 10 maggio 2022          |
| 4  |              | Chapter Ninety-Two            | 10 maggio 2022    | 11 maggio 2022          |
| 5  |              | Chapter Ninety-Three          | 11 maggio 2022    | 12 maggio 2022          |
| 6  |              | Chapter Ninety-Four           | 14 maggio 2022    | 15 maggio 2022          |
| 7  |              | Chapter Ninety-Five           | 15 maggio 2022    | 16 maggio 2022          |
| 8  |              | Chapter Ninety-Six            | 16 maggio 2022    | 17 maggio 2022          |
| 9  |              | Chapter Ninety-Seven          | 17 maggio 2022    | 18 maggio 2022          |
| 10 |              | Chapter Ninety-Eight          | 18 maggio 2022    | 19 maggio 2022          |
| 11 |              | Chapter Ninety-Nine           | 21 maggio 2022    | 22 maggio 2022          |
| 12 |              | Chapter One Hundred           | 22 maggio 2022    | 23 maggio 2022          |
| 13 |              | Chapter One Hundred and One   | 23 maggio 2022    | 24 maggio 2022          |
| 14 |              | Chapter One Hundred and Two   | 24 maggio 2022    | 25 maggio 2022          |
| 15 |              | Chapter One Hundred and Three | 25 maggio 2022    | 26 maggio 2022          |
| 16 |              | Chapter One Hundred and Four  | 28 maggio 2022    | 29 maggio 2022          |
| 17 |              | Chapter One Hundred and Five  | 29 maggio 2022    | 30 maggio 2022          |
| 18 |              | Chapter One Hundred and Six   | 30 maggio 2022    | 31 maggio 2022          |
| 19 |              | Chapter One Hundred and Seven | 31 maggio 2022    | 1 giugno 2022           |
| 20 |              | Chapter One Hundred and Eight | 1 giugno 2022     | 2 giugno 2022           |
| 21 |              | Chapter One Hundred and Nine  | 4 giugno 2022     | 5 giugno 2022           |
| 22 |              | Chapter One Hundred and Ten   | 5 giugno 2022     | 6 giugno 2022           |